# 하야시 유

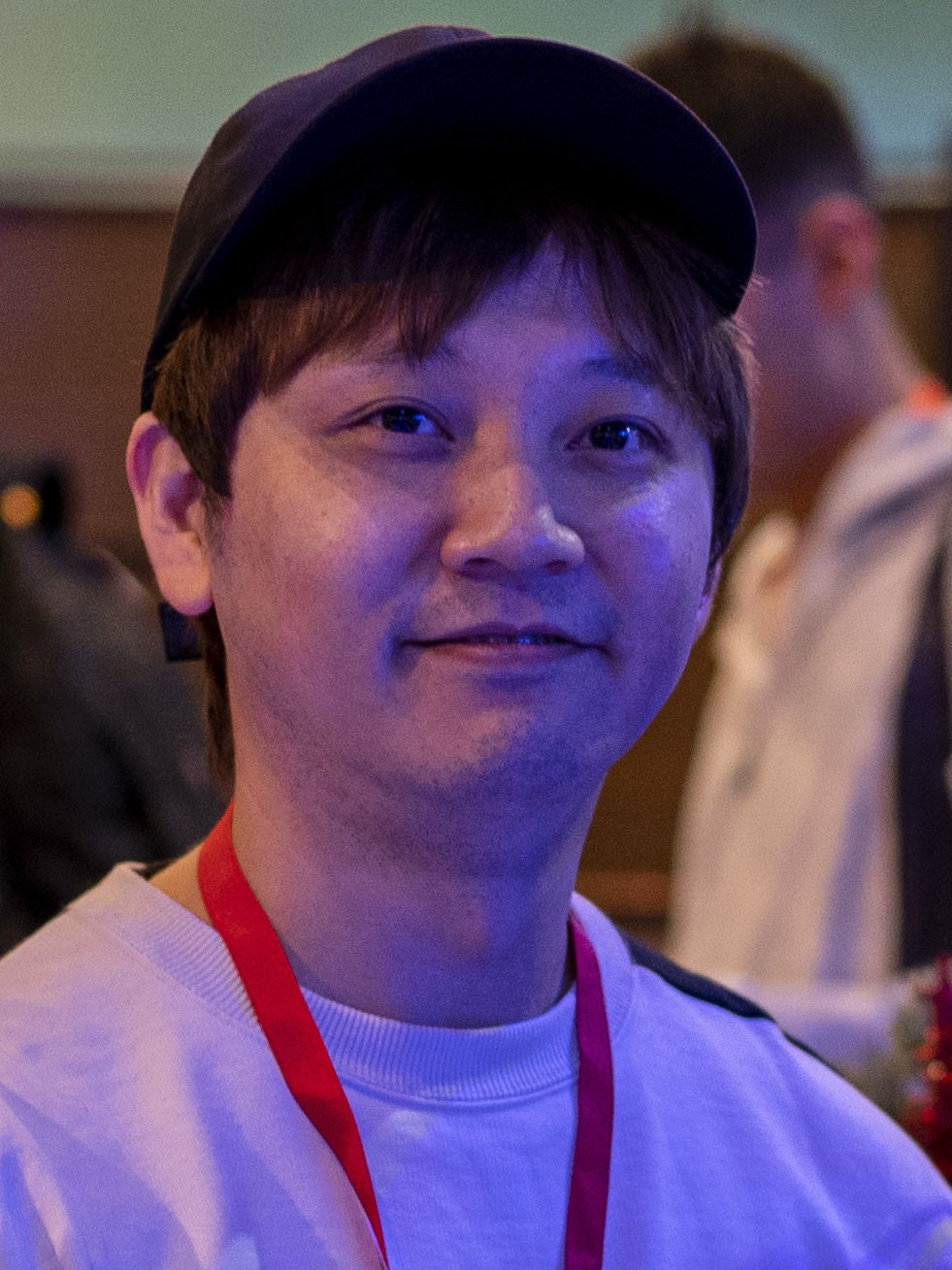

하야시 유(일본어: 林 勇 はやし ゆう[*], 1983년 4월 2일 ~ )는 일본의 성우이다. 가나가와현 자마시 출신. 켄 프로덕션 소속.

## 출연 작품

### TV 애니메이션
2003년
- 울트라 매니악(키리시마 유타)

2020년
- 무효와 로지의 마법률상담사무소 2기(쿠사노 지로)

### 극장판
1995년
- 메모리즈(소년)

2024년
- 극장판 하이큐!! 쓰레기장의 결전(타나카 류노스케)